# Neanura barberi
Neanura barberi är en urinsektsart som först beskrevs av Eduard Handschin 1928.  Neanura barberi ingår i släktet Neanura och familjen Neanuridae. Inga underarter finns listade i Catalogue of Life.